# Espeleologia

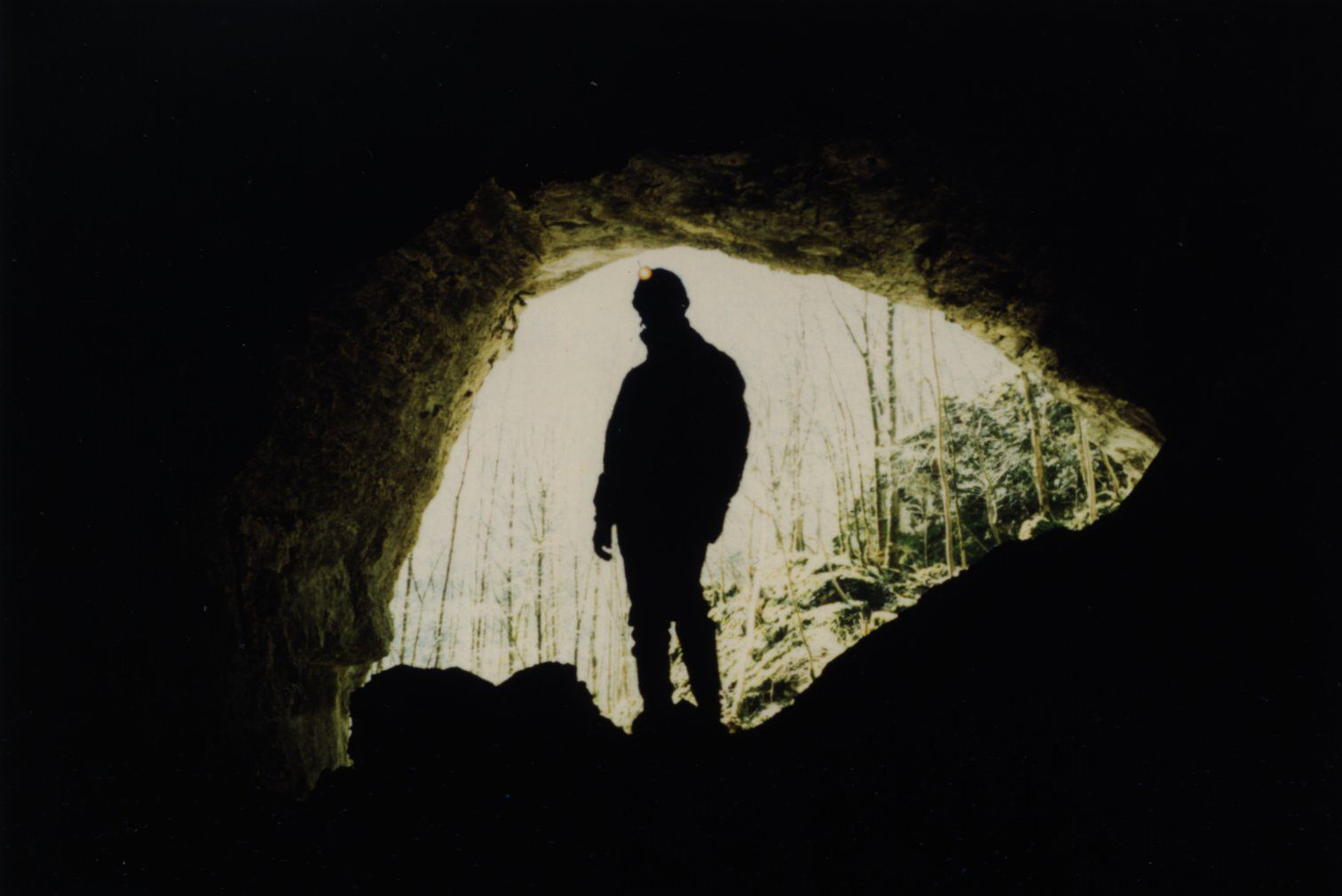
Espeleólogo na entrada de uma caverna.

Espeleologia (do latim spelaeum, do grego σπήλαιον, "caverna", da mesma raiz da palavra "espelunca") é a ciência que estuda as cavidades naturais e outros fenômenos cársticos, nas vertentes da sua formação, constituição, características físicas, formas de vida, e sua evolução ao longo do tempo.
A geologia, geografia, hidrologia, biologia (bioespeleologia), climatologia, arqueologia e Química são algumas das ciências que contribuem para o conhecimento espeleológico. Os estudos espeleológicos apoiam-se frequentemente em levantamentos topográficos. A simples exploração ou visita das cavernas está por vezes associada à espeleologia, embora não se deva confundir com esta ciência.